# ببغاء الكايك
ببغاء الكايك (باللاتينية: Pionites) (بالإنجليزية: Caique)‏ ، هو جنس من الطيور ينتمي إلى بستاكيداي (فصيلة: Psittacidae) .
موطنه الاصلي مناطق أمريكا الجنوبية كولومبيا والإكوادور وغيانا الفرنسية وغيانا وبيرو وسورينام وشمال الامازون، كما تتواجد في بعض مناطق البرازيل وفنزويلا، وغالبًا ما تعيش في مجموعات صغيرة مكونة من 30 طائرًا، وهي طيور اجتماعية ومن النادر ان يتواجد أحد أفرادها بمفرده، تأتي كلمة «كايك» من لغة توبي الأصلية من البرازيل، وتعني «طائر مائي». يبلغ حجم الطير البالغ من 9 إلى 10 بوصات، ويبلغ متوسط عمرها المتوقع 20 إلى 30 عامًا.

## الأنواع
- ببغاء اسود الراس، Pionites melanocephalus
- ببغاء ابيض البطن، Pionites leucogaster